# Lesinhac
Lesinhac (en francès Lésignac-Durand) és un municipi francès situat al departament del Charente i a la regió de la Nova Aquitània. L'any 2007 tenia 194 habitants.

## Demografia

### Població
El 2007 la població de fet de Lésignac-Durand era de 194 persones. Hi havia 85 famílies de les quals 35 eren unipersonals (23 homes vivint sols i 12 dones vivint soles), 23 parelles sense fills, 23 parelles amb fills i 4 famílies monoparentals amb fills.
La població ha evolucionat segons el següent gràfic:
Habitants censats

### Habitatges
El 2007 hi havia 186 habitatges, 89 eren l'habitatge principal de la família, 52 eren segones residències i 45 estaven desocupats. 180 eren cases i 6 eren apartaments. Dels 89 habitatges principals, 77 estaven ocupats pels seus propietaris, 10 estaven llogats i ocupats pels llogaters i 2 estaven cedits a títol gratuït; 3 tenien una cambra, 3 en tenien dues, 15 en tenien tres, 18 en tenien quatre i 49 en tenien cinc o més. 79 habitatges disposaven pel capbaix d'una plaça de pàrquing. A 39 habitatges hi havia un automòbil i a 31 n'hi havia dos o més.

### Piràmide de població
La piràmide de població per edats i sexe el 2009 era:
| Homes | Edats   | Dones |
| ----- | ------- | ----- |
| 0     | 95 o +  | 0     |
| 0     | 90 a 94 | 4     |
| 0     | 85 a 89 | 0     |
| 0     | 80 a 84 | 4     |
| 16    | 75 a 79 | 12    |
| 16    | 70 a 74 | 12    |
| 8     | 65 a 69 | 20    |
| 0     | 60 a 64 | 4     |
| 0     | 55 a 59 | 0     |
| 8     | 50 a 54 | 0     |
| 8     | 45 a 49 | 8     |
| 8     | 40 a 44 | 8     |
| 0     | 35 a 39 | 4     |
| 0     | 30 a 34 | 0     |
| 8     | 25 a 29 | 4     |
| 0     | 20 a 24 | 0     |
| 12    | 15 a 19 | 0     |
| 8     | 10 a 14 | 0     |
| 0     | 5 a 9   | 0     |
| 0     | 0 a 4   | 0     |

## Economia
El 2007 la població en edat de treballar era de 101 persones, 70 eren actives i 31 eren inactives. De les 70 persones actives 67 estaven ocupades (41 homes i 26 dones) i 3 estaven aturades (3 dones i 3 dones). De les 31 persones inactives 15 estaven jubilades, 3 estaven estudiant i 13 estaven classificades com a «altres inactius».

### Ingressos
El 2009 a Lésignac-Durand hi havia 85 unitats fiscals que integraven 180 persones, la mediana anual d'ingressos fiscals per persona era de 12.876,5 €.

### Activitats econòmiques
Dels 6 establiments que hi havia el 2007, 1 era d'una empresa de fabricació d'altres productes industrials, 1 d'una empresa de comerç i reparació d'automòbils, 2 d'empreses d'hostatgeria i restauració, 1 d'una empresa immobiliària i 1 d'una empresa de serveis.
L'únic servei als particulars que hi havia el 2009 era un restaurant.
L'únic establiment comercial que hi havia el 2009 era una botiga de menys de 120 m².
L'any 2000 a Lésignac-Durand hi havia 24 explotacions agrícoles que ocupaven un total de 1.235 hectàrees.

## Equipaments sanitaris i escolars
El 2009 hi havia una escola elemental integrada dins d'un grup escolar amb les comunes properes formant una escola dispersa.

## Poblacions més properes
El següent diagrama mostra les poblacions més properes.